# Palpibracus flavithorax
Palpibracus flavithorax är en tvåvingeart som beskrevs av Márcia Souto Couri och Penny 2006. Palpibracus flavithorax ingår i släktet Palpibracus och familjen husflugor. Inga underarter finns listade i Catalogue of Life.